# 6339 Giliberti
6339 Giliberti eller 1993 SG är en asteroid i huvudbältet som upptäcktes den 20 september 1993 av den italienske astronomen Vincenzo Silvano Casulli vid Colleverde-observatoriet. Den är uppkallad efter upptäckarens fru, Giuseppina Giliberti.